# Love Monkey
Love Monkey é  um seriado estadunidense, exibido originalmente pela rede CBS, criado por Michael Rauch. A série foi cancelada após a produção de 8 episódios e exibição de apenas 3, ganhou novos ares, ao ser exibido na íntegra pela VH1. No Brasil foi exibido pelo canal pago, Sony Entertainment Television.

## Elenco
- Tom Cavanagh - Tom Farrell
- Judy Greer - Brandy "Bran" Lowenstein
- Larenz Tate - Shooter Cooper
- Christopher Wiehl - Jake Dunne
- Ivana Milicevic - Julia
- Katherine LaNasa - Karen Freed
- Jason Priestley - Mike Freed

## Curiosidades
- A série alavancou a carreira artística de Teddy Geiger, que participou da série em quatro episódios, como Wayne, um jovem cantor descoberto por Tom.